# Skyshine's Bedlam
Skyshine's Bedlam, estilizado como Skyshine's BEDLAM, é um RPG eletrônico de estratégia por turnos e roguelike desenvolvido pela Skyshine e publicado pela Versus Evil. O jogo foi lançado em 16 de setembro de 2015 para o Microsoft Windows e OS X através da Steam.
O jogo foi fundado através do Kickstarter em 28 outubro de 2014 após receber 166 mil dólares dos 130 mil pedidos. Skyshine's Bedlam foi o primeiro jogo que não da desenvolvedora Stoic a ser desenvolvido com o mesmo motor utilizado para a criação de The Banner Saga.

## História
O jogo se passa em um mundo pós-apocalíptico, onde todas as raças, entre elas humanos, ciborgues, mutantes e robôs lutam entre si pelo que resta. Apesar de grande parte do mundo ser um local desolado, existe uma cidade chamada Byzantine (lit. Bizantino) controlada pelo rei Viscera, na qual a maior parte da população reside. Após boatos de que existe um paraíso chamado Aztec City (lit. Cidade Asteca), um grupo de alguns soldados e milhares de civis decide atravessar o deserto em busca deste local, sendo que são logo seguidos pelo rei de Byzantine.